# جزایر نیوآ
جزایر نیوآ (به لاتین: Niua Islands) یک منطقهٔ مسکونی در تونگا است که در تونگا واقع شده‌است. جزایر نیوآ ۱٬۲۳۲ نفر جمعیت دارد و ۵۶۰ متر بالاتر از سطح دریا واقع شده‌است.